# Nicolas Anelka
Nicolas Sébastien Anelka (wym. [nikɔˈla anɛlˈka]; ur. 14 marca 1979 w Le Chesnay) – francuski piłkarz, który występował na pozycji napastnika.
Anelka zaczynał swoją karierę w Paris Saint-Germain, jednak wkrótce przeszedł do Arsenalu, gdzie stał się podstawowym graczem, po czym w 1999 roku zdobył nagrodę dla najlepszego młodego zawodnika grającego w Anglii. W tym samym roku Real Madryt zakupił piłkarza do swojego klubu za rekordową cenę 22,3 milionów funtów. Anelka nie zaaklimatyzował się w hiszpańskiej drużynie i w następnym sezonie został sprzedany za 20 milionów funtów do swojego pierwszego klubu – PSG. Pomimo regularnych występów w paryskim zespole w, grudniu 2001 roku Anelka został wypożyczony do Liverpoolu, a przed sezonem 2002/03, piłkarza za 13 milionów funtów kupił Manchester City.
Po trzech sezonach gry dla The Citizens Anelka odszedł do Fenerbahçe SK, jednak po półtora roku gry w tureckim klubie powrócił do Premier League, aby reprezentować barwy Boltonu Wanderers. Po przejściu do Chelsea w styczniu 2008 roku, Anelka stał się najdroższym piłkarzem na świecie, biorąc pod uwagę sumę wszystkich kwot, jakie do tej pory za niego zapłacono (ponad 85 milionów funtów).
Anelka wraz z reprezentacją Francji zdobył mistrzostwo Europy w 2000 roku oraz Puchar Konfederacji w 2001 roku. Wystąpił w jej barwach 68 razy i strzelił dla niej 13 goli w oficjalnych spotkaniach.

## Pochodzenie
Nicolas Sebastien Anelka urodził się 14 marca 1979 roku w Wersalu. Rodzice piłkarza pochodzą z Martyniki. Jego brat, Claude, jest jego agentem, zaś żona Anelki, Barbara Tausia jest tancerką włoskiej grupy Eu4ya.

## Kariera klubowa

### Paris Saint-Germain
Anelka rozpoczynał swoją karierę w Paris Saint-Germain. W sezonie 1995/1996 wystąpił w dwóch ligowych meczach, zaś w następnym w ośmiu i zdobył jednego gola.

### Arsenal F.C.
22 lutego 1997 roku – trzy tygodnie przed swoimi osiemnastymi urodzinami – Anelka przeszedł za 0,5 miliona funtów do Arsenalu. Swój debiut w Premier League zaliczył 5 kwietnia, kiedy to zagrał w wygranym 3:0 meczu z lokalnym rywalem – Chelsea. W następnym sezonie Francuz stał się podstawowym graczem Kanonierów (także z powodu kontuzji Iana Wrighta) i wraz z kolegami z zespołu został mistrzem kraju oraz wygrał Puchar Anglii (w finale strzelił jednego gola). Sezon 1998/1999 Anelka rozpoczął od wygranego meczu z Manchesterem United o Tarczę Wspólnoty w którym strzelił jednego gola. Ostatecznie Arsenal zajął drugie miejsce w Premier League, a udział w rozgrywkach Ligi Mistrzów zakończył na fazie grupowej.
Po zakończeniu sezonu 1998/1999 Francuz zażądał od działaczy Kanonierów wyższej pensji. Dodatkowo pojawiły się plotki o tym, że starsi bracia Anelki kierują jego karierą, co spowodowało konflikty z zarządem i wymusiło odejście Francuza do innego klubu.

### Real Madryt
Latem 1999 roku Anelka przeszedł za 22,3 miliony funtów do Realu Madryt. Forma Francuza nie była już tak dobra jak w Arsenalu. W półfinale Ligi Mistrzów Anelka strzelił dwa gole które zapewniły Realowi awans do finału, w którym Królewscy pokonali Valencię 3:0 (Anelka grał do 79. minuty). Łącznie w barwach Realu piłkarz wystąpił w 28 meczach w których zdobył cztery bramki.

### Powrót do Paris Saint-Germain, wypożyczenie do Liverpoolu i Manchester City
Latem 2000 roku Anelka ponownie podpisał kontrakt z Paris Saint-Germain. Suma transferu opiewała na 20 milionów funtów. W grudniu 2001 roku Anelka został wypożyczony do Liverpoolu. W The Reds nie potrafił wywalczyć sobie miejsca w podstawowym składzie i menedżer Gerard Houllier nie zdecydował się na przedłużenie kontraktu po zakończeniu sezonu 2001/2002. Po powrocie do Paryża, Anelka po kilku dniach został sprzedany do innego angielskiego klubu – Manchesteru City. W The Citizens Francuz szybko stał się gwiazdą. Zdobył zaufanie trenera i wywalczył sobie miejsce w podstawowym składzie zespołu. Wraz z kolegami z drużyny nie osiągnął jednak większych sukcesów. Dla Manchesteru piłkarz rozegrał 103 mecze w których zdobył 46 goli.

### Fenerbahce S.K.
W styczniu 2005 roku Anelka przeszedł za siedem milionów funtów do Fenerbahce Stambuł. Francuz pomógł swojemu klubowi zdobyć mistrzostwo Turcji w sezonie 2004/05. Latem pojawiły się spekulacje na temat tego, że Anelka powróci do Premier League, aby reprezentować Newcastle United. Ostatecznie transfer nie doszedł do skutku, a Anelka pozostał w Fenerbahce i w sezonie 2005/06 grał z tym klubem w fazie grupowej Ligi Mistrzów.
W trakcie zimowego okienka transferowego 2006, Harry Redknapp, ówczesny manager Portsmouth FC był skłonny zapłacić 8,2 miliona funtów za wypożyczenie francuskiego snajpera na Fratton Park, jednak działacze tureckiej drużyny, nie zgodzili się na transfer.

### Bolton Wanderers
25 sierpnia 2006 roku Bolton Wanderers podpisał z Anelką czteroletni kontrakt. Suma transferu opiewała na osiem milionów funtów. Francuz zadebiutował w The Trotters 9 września w ligowym meczu z Watfordem. Pierwszego gola strzelił dziesięć dni później – 19 września w wygranym 3:1 spotkaniu Pucharu Ligi Angielskiej z Walsall FC. Ostatecznie sezon 2006/2007 Anelka wraz ze swoim klubem zakończył na 6. miejscu w tabeli, a w 35. meczach strzelił jedenaście goli. W styczniu 2007 roku pojawiła się informacja jakoby Anelka miał powrócić do swojego byłego klubu – Arsenalu. Ostatecznie Francuz pozostał w Boltonie i 30 sierpnia przedłużył swój kontrakt o kolejne cztery lata.

### Chelsea F.C.

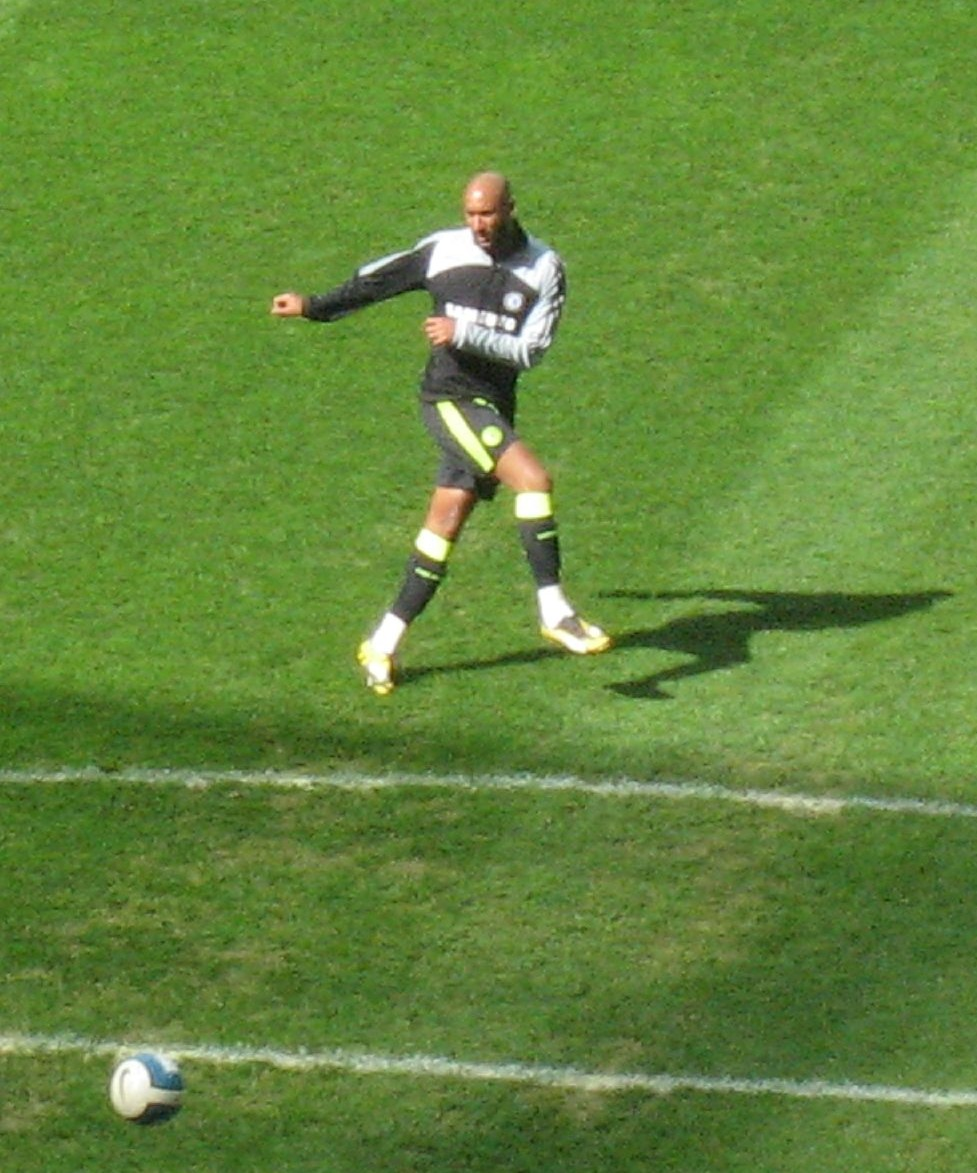
Anelka grający w Chelsea

11 stycznia 2008 roku Anelka przeszedł do Chelsea za 15 milionów funtów. Francuz w The Blues zadebiutował już następnego dnia w meczu z Tottenhamem Hotspur. Dwa tygodnie później strzelił swojego pierwszego gola dla londyńskiej drużyny w spotkaniu Pucharu Anglii z Wigan Athletic, zaś pierwsze ligowe trafienie zaliczył 2 lutego w meczu przeciwko Portsmouth. W finale Ligi Mistrzów 2007/2008 strzał Anelki w siódmej kolejce serii rzutów karnych obronił Edwin van der Sar, co spowodowało, że Champions League wygrały Czerwone Diabły.
Sezon 2008/2009 Anelka rozpoczął od ligowego meczu z Portsmouth i od razu w tym spotkaniu wpisał się na listę strzelców. 1 listopada 2008 roku Francuz strzelił swojego pierwszego hat-tricka w barwach The Blues, kiedy to trzykrotnie pokonał bramkarza Sunderlandu – Mártona Fülöpa. Ten wyczyn powtórzył jeszcze raz, 14 lutego 2009 roku w spotkaniu rozegranym w ramach Pucharu Anglii z Watfordem. 14 grudnia 2008 roku Hulk w zremisowanym 1:1 meczu z West Ham United strzelił swoją setną bramkę w lidze angielskiej. Anelka wraz z Chelsea dotarł do półfinału Ligi Mistrzów, w którym londyńczycy zostali wyeliminowani przez FC Barcelonę. Ostatecznie Francuz sezon 2008/2009 zakończył z 19. ligowymi trafieniami, co dało mu tytuł króla strzelców Premier League. 30 maja Anelka wystąpił w wygranym 2:1 przez Chelsea finale Puchar Anglii z Evertonem.
W sezonie 2009/2010 Chelsea wywalczyła swój czwarty tytuł mistrzowski.

### Shanghai Shenhua
12 grudnia 2011 roku Anelka podpisał kontrakt z chińskim klubem Shanghai Shenhua. Francuski piłkarz przeszedł do nowego zespołu w styczniu 2012. Przez pewien okres w roku 2012 był również grającym trenerem tego klubu.

### Juventus
26 stycznia 2013 roku Nicolas Anelka został wypożyczony do końca sezonu do Juventusu Turyn. Zadebiutował w 86. minucie meczu Ligi Mistrzów przeciwko Celticowi.

### West Bromwich
4 lipca 2013 roku podpisał kontrakt z West Bromwich. 14 marca 2014 roku został zwolniony przez klub.

### Mumbai City FC
15 sierpnia 2014 roku Anelka przeszedł do nowo utworzonego klubu Mumbai City FC.

## Kariera reprezentacyjna

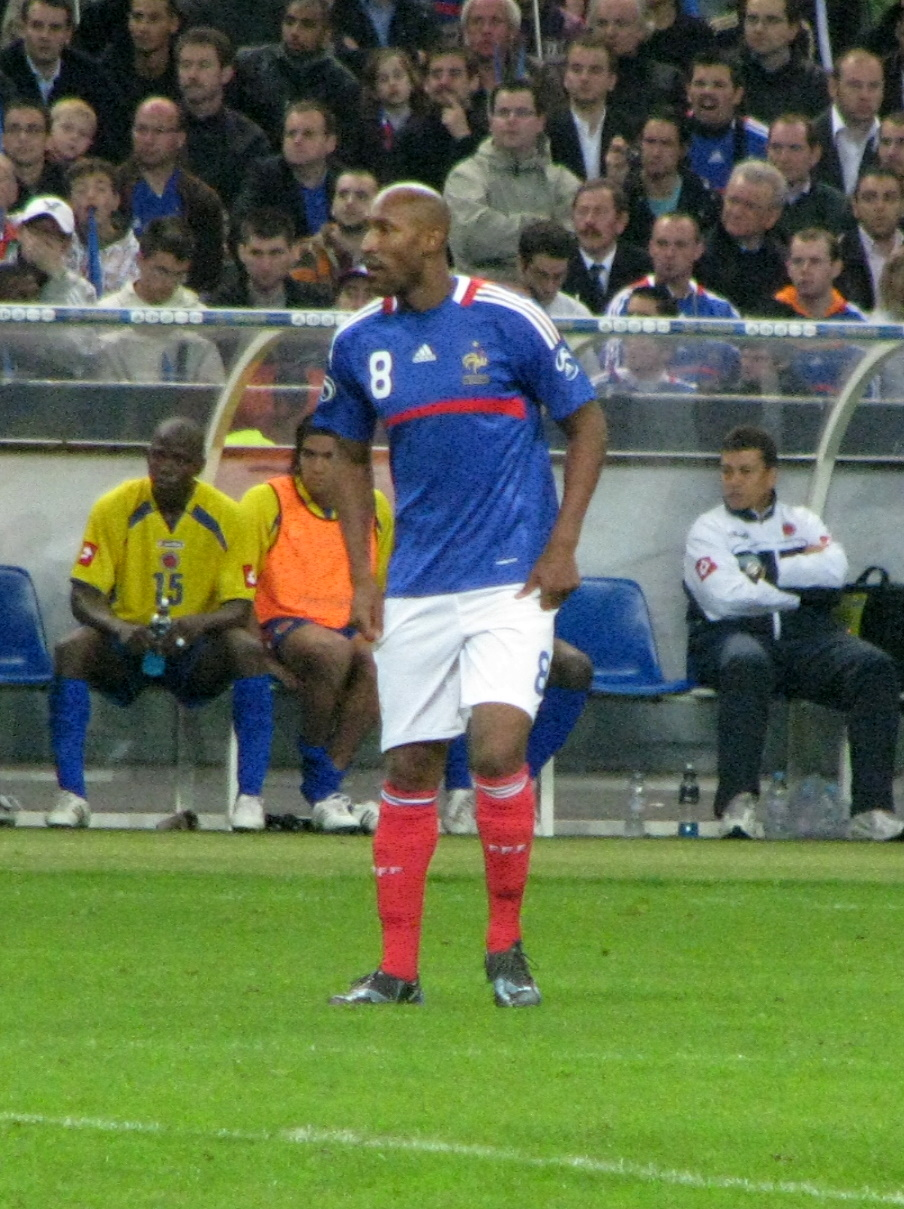
Anelka w reprezentacji Francji

Anelka swoją reprezentacyjną karierę zaczynał grając w kadrach młodzieżowych. Z zespołem U-20 wystąpił na Młodzieżowych Mistrzostwach Świata w 1997 roku, w których Francuzi dotarli do ćwierćfinału imprezy, gdzie ulegli po serii rzutów karnych Urugwajowi. Pierwszy mecz w dorosłej kadrze Anelka rozegrał 22 kwietnia 1998 roku, kiedy to wystąpił w zremisowanym spotkaniu ze Szwecją. Pierwszego gola strzelił ponad pięć miesięcy później – 10 października – w meczu z Rosją, rozegranym w ramach kwalifikacji do EURO 2000. Reprezentacja Francji awansowała na ten turniej i wraz z Anelką w składzie została Mistrzem Europy. Piłkarz wystąpił również w wygranym przez Trójkolorowych Pucharze konfederacji 2001, w którym strzelił jednego gola. Pomimo obiecującego startu w kadrze, Anelka stracił miejsce w zespole w latach 2002-2005, głównie przez częste zmiany klubów i słabą dyspozycję strzelecką.
Dzięki dobrej postawie w Boltonie Wanderers i Chelsea, Anelka został powołany na Mistrzostwa Europy rozgrywane w Austrii i Szwajcarii. W pierwszym meczu z reprezentacją Rumunii Francuz wyszedł w podstawowym składzie i grał do 72. minuty. W następnych dwóch spotkaniach (z Holandią i Włochami) Hulk pojawiał się na boisku w drugich połowach. Ostatecznie Francuzi zajęli czwarte miejsce w grupie i pożegnali się z turniejem.
14 listopada 2009 roku Anelka zdobył jedynego gola w barażowym spotkaniu z reprezentacją Irlandii w ramach kwalifikacji Mistrzostwa Świata, czym w dużym stopniu przyczynił się do awansu swojego kraju na Mundial.
Podczas mistrzostw świata w RPA według L'Equipe Nicolas Anelka miał obrazić trenera Raymonda Domenecha w przerwie meczu z Meksykiem, za co został wyrzucony z kadry reprezentacji Francji przez federację francuską, która po mistrzostwach podjęła decyzję o zawieszeniu Anelki na 18 meczów reprezentacji.

## Statystyki
| Klub                 | Sezon     | Liga  | Liga | Puchary krajowe | Puchary krajowe | Puchary europejskie | Puchary europejskie | Łącznie | Łącznie |
| Klub                 | Sezon     | Mecze | Gole | Mecze           | Gole            | Mecze               | Gole                | Mecze   | Gole    |
| -------------------- | --------- | ----- | ---- | --------------- | --------------- | ------------------- | ------------------- | ------- | ------- |
| PSG                  | 1995/1996 | 2     | 0    | 0               | 0               | 0                   | 0                   | 2       | 0       |
| PSG                  | 1996/1997 | 8     | 1    | 1               | 0               | 1                   | 0                   | 10      | 1       |
| Arsenal              | 1996/1997 | 4     | 0    | 0               | 0               | 0                   | 0                   | 4       | 0       |
| Arsenal              | 1997/1998 | 26    | 6    | 12              | 3               | 2                   | 0                   | 40      | 9       |
| Arsenal              | 1998/1999 | 35    | 17   | 5               | 0               | 5                   | 1                   | 45      | 18      |
| Real Madryt          | 1999/2000 | 19    | 1    | 0               | 0               | 10                  | 2                   | 331     | 71      |
| PSG                  | 2000/2001 | 27    | 8    | 1               | 0               | 9                   | 5                   | 37      | 13      |
| PSG                  | 2001/2002 | 12    | 2    | 0               | 0               | 7                   | 3                   | 19      | 5       |
| → Liverpool FC       | 2001/2002 | 20    | 4    | 2               | 1               | 0                   | 0                   | 22      | 5       |
| Manchester City      | 2002/2003 | 38    | 14   | 3               | 0               | 0                   | 0                   | 41      | 14      |
| Manchester City      | 2003/2004 | 32    | 16   | 6               | 4               | 5                   | 4                   | 43      | 24      |
| Manchester City      | 2004/2005 | 19    | 7    | 0               | 0               | 0                   | 0                   | 19      | 7       |
| Fenerbahce           | 2004/2005 | 14    | 4    | 2               | 0               | 2                   | 0                   | 18      | 4       |
| Fenerbahce           | 2005/2006 | 25    | 10   | 6               | 2               | 6                   | 0                   | 37      | 12      |
| Fenerbahce           | 2006/2007 | 0     | 0    | 0               | 0               | 2                   | 0                   | 2       | 0       |
| Bolton Wanderers     | 2006/2007 | 35    | 11   | 4               | 1               | 0                   | 0                   | 39      | 12      |
| Bolton Wanderers     | 2007/2008 | 18    | 10   | 0               | 0               | 4                   | 1                   | 22      | 11      |
| Chelsea              | 2007/2008 | 14    | 1    | 5               | 1               | 5                   | 0                   | 24      | 2       |
| Chelsea              | 2008/2009 | 37    | 19   | 5               | 4               | 12                  | 2                   | 54      | 25      |
| Chelsea              | 2009/2010 | 33    | 11   | 4               | 1               | 7                   | 3                   | 44      | 15      |
| Chelsea              | 2010/2011 | 32    | 6    | 4               | 3               | 9                   | 7                   | 45      | 16      |
| Chelsea              | 2011/2012 | 9     | 1    | 1               | 0               | 4                   | 0                   | 14      | 1       |
| Shanghai Shenhua     | 2012      | 22    | 3    | 1               | 0               | 0                   | 0                   | 23      | 3       |
| → Juventus F.C.      | 2012/2013 | 2     | 0    | 0               | 0               | 1                   | 0                   | 3       | 0       |
| West Bromwich Albion | 2013/2014 | 12    | 2    | 0               | 0               | 0                   | 0                   | 12      | 2       |
| Francja              | Francja   | 49    | 11   | 2               | 0               | 17                  | 8                   | 68      | 19      |
| Anglia               | Anglia    | 364   | 125  | 51              | 18              | 53                  | 18                  | 468     | 161     |
| Hiszpania            | Hiszpania | 19    | 1    | 0               | 0               | 10                  | 2                   | 33      | 7       |
| Turcja               | Turcja    | 39    | 14   | 8               | 2               | 10                  | 0                   | 57      | 16      |
| Chiny                | Chiny     | 22    | 3    | 1               | 0               | 0                   | 0                   | 23      | 3       |
| Włochy               | Włochy    | 6     | 0    | 0               | 0               | 1                   | 0                   | 7       | 0       |
| Łącznie              | Łącznie   | 495   | 155  | 61              | 20              | 92                  | 28                  | 651     | 206     |

| Reprezentacja | Rok  | Występy | Gole |
| ------------- | ---- | ------- | ---- |
| Francja       | 1998 | 3       | 1    |
| Francja       | 1999 | 7       | 2    |
| Francja       | 2000 | 9+1     | 1+1  |
| Francja       | 2001 | 7       | 1    |
| Francja       | 2002 | 1       | 0    |
| Francja       | 2003 | 0       | 0    |
| Francja       | 2004 | 0       | 0    |
| Francja       | 2005 | 2       | 1    |
| Francja       | 2006 | 3       | 1    |
| Francja       | 2007 | 10      | 3    |
| Francja       | 2008 | 11      | 1    |
| Francja       | 2009 | 9       | 2    |
| Francja       | 2010 | 6       | 0    |
| Łącznie       |      | 68+1    | 13+1 |

### Gole w reprezentacji
| #    | Data                 | Gdzie                   | Przeciwnik       | Gol    | Rezultat | Rozgrywki                |
| ---- | -------------------- | ----------------------- | ---------------- | ------ | -------- | ------------------------ |
| 1.   | 10 października 1998 | Moskwa, Rosja           | Rosja            | 1:0    | 3:2      | Kwalifikacje EURO 2000   |
| 2.3. | 10 lutego 1999       | Londyn, Anglia          | Anglia           | 1:02:0 | 2:0      | Towarzyski               |
| 4.   | 6 czerwca 2000       | Casablanca, Maroko      | Maroko           | 4:1    | 5:1      | Towarzyski               |
| *    | 16 sierpnia 2000     | Marsylia, Francja       | FIFA XI          | 5:0    | 5:1      | Towarzyski               |
| 5.   | 30 maja 2001         | Daegu, Korea Południowa | Korea Południowa | 3:0    | 5:0      | Puchar Konfederacji 2001 |
| 6.   | 9 listopada 2005     | Fort-de-France, Francja | Kostaryka        | 1:2    | 3:2      | Towarzyski               |
| 7.   | 11 października 2006 | Sochaux, Francja        | Wyspy Owcze      | 3:0    | 5:0      | Kwalifikacje EURO 2008   |
| 8.   | 24 marca 2007        | Kowno, Litwa            | Litwa            | 1:0    | 1:0      | Kwalifikacje EURO 2008   |
| 9.   | 2 czerwca 2007       | Saint-Denis, Francja    | Ukraina          | 2:0    | 2:0      | Kwalifikacje EURO 2008   |
| 10.  | 13 października 2007 | Thorshavn, Wyspy Owcze  | Wyspy Owcze      | 1:0    | 6:0      | Kwalifikacje EURO 2008   |
| 11.  | 11 sierpnia 2008     | Saint-Denis, Francja    | Serbia           | 2:1    | 2:1      | Kwalifikacje MŚ 2010     |
| 12.  | 10 października 2009 | Paryż, Francja          | Wyspy Owcze      | 3:0    | 5:0      | Kwalifikacje MŚ 2010     |
| 13.  | 14 listopada 2009    | Dublin, Irlandia        | Irlandia         | 1:0    | 1:0      | Kwalifikacje MŚ 2010     |

## Sukcesy

### Indywidualne
- Gracz miesiąca Premier League: Luty 1998, Listopad 2008
- Najlepsza jedenastka sezonu Premier League: 1999, 2009
- Król Strzelców Premier League: 2008/2009

### Klubowe
Arsenal F.C. 
- Mistrzostwo Anglii: 1997/1998
- Wicemistrzostwo Anglii: 1998/1999
- Puchar Anglii: 1998
- Tarcza Wspólnoty: 1998

 Real Madryt 
- Liga Mistrzów: 1999/2000

Paris Saint-Germain 
- Puchar Intertoto: 2000/2001

 Fenerbahce S.K. 
- Mistrzostwo Turcji: 2004/2005
- Wicemistrzostwo Turcji: 2005/2006
- Finalista Pucharu Turcji: 2006

 Chelsea F.C. 
- Mistrzostwo Anglii: 2009/2010
- Wicemistrzostwo Anglii: 2007/2008
- Finalista Pucharu Ligi Angielskiej: 2008
- Finalista Ligi Mistrzów: 2007/2008
- Puchar Anglii: 2009, 2010
- Tarcza Wspólnoty: 2009

 Juventus F.C. 
- Mistrzostwo Włoch: 2012/2013

### Reprezentacyjne
- Mistrzostwo Europy: 2000
- Puchar Konfederacji: 2001